# L'Isle-d'Espagnac
L'Isle-d'Espagnac és un municipi francès situat al departament del Charente i a la regió de la Nova Aquitània. L'any 2007 tenia 5.325 habitants.

## Demografia

### Població
El 2007 la població de fet de L'Isle-d'Espagnac era de 5.325 persones. Hi havia 2.257 famílies de les quals 699 eren unipersonals (236 homes vivint sols i 463 dones vivint soles), 773 parelles sense fills, 598 parelles amb fills i 187 famílies monoparentals amb fills.
La població ha evolucionat segons el següent gràfic:
Habitants censats

### Habitatges
El 2007 hi havia 2.451 habitatges, 2.312 eren l'habitatge principal de la família, 18 eren segones residències i 120 estaven desocupats. 2.049 eren cases i 383 eren apartaments. Dels 2.312 habitatges principals, 1.527 estaven ocupats pels seus propietaris, 742 estaven llogats i ocupats pels llogaters i 43 estaven cedits a títol gratuït; 27 tenien una cambra, 134 en tenien dues, 424 en tenien tres, 807 en tenien quatre i 920 en tenien cinc o més. 1.722 habitatges disposaven pel capbaix d'una plaça de pàrquing. A 1.150 habitatges hi havia un automòbil i a 898 n'hi havia dos o més.

### Piràmide de població
La piràmide de població per edats i sexe el 2009 era:
| Homes | Edats   | Dones |
| ----- | ------- | ----- |
| 4     | 95 o +  | 24    |
| 16    | 90 a 94 | 48    |
| 44    | 85 a 89 | 68    |
| 32    | 80 a 84 | 84    |
| 96    | 75 a 79 | 128   |
| 136   | 70 a 74 | 180   |
| 180   | 65 a 69 | 208   |
| 100   | 60 a 64 | 140   |
| 132   | 55 a 59 | 136   |
| 176   | 50 a 54 | 192   |
| 136   | 45 a 49 | 176   |
| 168   | 40 a 44 | 168   |
| 160   | 35 a 39 | 200   |
| 180   | 30 a 34 | 132   |
| 120   | 25 a 29 | 172   |
| 108   | 20 a 24 | 44    |
| 140   | 15 a 19 | 156   |
| 152   | 10 a 14 | 152   |
| 124   | 5 a 9   | 132   |
| 104   | 0 a 4   | 128   |

## Economia
El 2007 la població en edat de treballar era de 3.242 persones, 2.313 eren actives i 929 eren inactives. De les 2.313 persones actives 2.104 estaven ocupades (1.083 homes i 1.021 dones) i 208 estaven aturades (96 homes i 112 dones). De les 929 persones inactives 365 estaven jubilades, 303 estaven estudiant i 261 estaven classificades com a «altres inactius».

### Ingressos
El 2009 a L'Isle-d'Espagnac hi havia 2.287 unitats fiscals que integraven 5.075 persones, la mediana anual d'ingressos fiscals per persona era de 18.809 €.

### Activitats econòmiques
Dels 332 establiments que hi havia el 2007, 5 eren d'empreses extractives, 4 d'empreses alimentàries, 7 d'empreses de fabricació de material elèctric, 29 d'empreses de fabricació d'altres productes industrials, 28 d'empreses de construcció, 69 d'empreses de comerç i reparació d'automòbils, 6 d'empreses de transport, 14 d'empreses d'hostatgeria i restauració, 11 d'empreses d'informació i comunicació, 20 d'empreses financeres, 9 d'empreses immobiliàries, 42 d'empreses de serveis, 76 d'entitats de l'administració pública i 12 d'empreses classificades com a «altres activitats de serveis».
Dels 61 establiments de servei als particulars que hi havia el 2009, 1 era una oficina de correu, 2 oficines bancàries, 1 funerària, 12 tallers de reparació d'automòbils i de material agrícola, 2 tallers d'inspecció tècnica de vehicles, 1 autoescola, 7 paletes, 6 guixaires pintors, 2 fusteries, 4 lampisteries, 2 electricistes, 2 empreses de construcció, 5 perruqueries, 3 veterinaris, 7 restaurants, 2 agències immobiliàries i 2 salons de bellesa.
Dels 12 establiments comercials que hi havia el 2009, 1 era una botiga de més de 120 m², 1 una botiga de menys de 120 m², 4 fleques, 1 una carnisseria, 1 una botiga de roba, 1 una botiga d'electrodomèstics, 1 un drogueria, 1 una joieria i 1 una floristeria.

## Equipaments sanitaris i escolars
El 2009 hi havia 1 hospital de tractaments de curta durada, 1 maternitat, 2 farmàcies i 1 ambulància.
El 2009 hi havia 2 escoles maternals i 2 escoles elementals. L'Isle-d'Espagnac disposava d'un liceu d'ensenyament general amb 2 alumnes.
L'Isle-d'Espagnac disposava d'un centre de formació no universitària superior de comerç.

## Poblacions properes
El següent diagrama mostra les poblacions més properes.